# Linea T5 (rete tranviaria di Istanbul)
La linea T5, ufficialmente denominata Linea T5 Eminönü - Alibeyköy Cep Bus Terminal (in turco T5 Eminönü - Alibeyköy Cep Otogarı Tramvay Hattı) è una linea di tram facente parte della Rete tranviaria di Istanbul, in Turchia. Essa è lunga 10,1 km e corre sul lato europeo della città. È composta da 14 stazioni, la prima delle quali si trova nel quartiere di Eminönü, vicino al Bazar Egiziano, e l'ultima presso il Terminal di Autobus di Alibeyköy. La linea corre lungo la sponda occidentale del Corno d'Oro fino a Silahtarağa, e da lì corre parallela al torrente Alibey e termina al capolinea degli autobus di Alibeyköy Cep. La linea è completamente entrata in servizio il 30 Agosto 2023, 101º anniversario della vittoria.

## Storia
La prima tratta della linea è stata realizzata tra Cibali e il Bus Terminal di Alibeyköy, ed è entrata in servizio il 1º gennaio 2021. Il prolungamento Cibali - Eminönü dovrebbe entrare in servizio nel 2023.  Nell'ambito di questa estensione, è stato deciso di rinnovare lo svincolo stradale del ponte Atatürk a Unkapanı, che impedisce alla linea del tram di raggiungere Eminönü, e di costruire un tunnel interrato per la linea del tram. I lavori del tunnel sono iniziati il 18 maggio 2021 e sono stati completati il 3 settembre 2022. Fino al completamento dei lavori, tra Cibali ed Eminönü esisteva la linea di autobus integrata al tram EC1. Il percorso della linea segue principalmente la costa occidentale del Corno d'Oro, ed è costruito sulla riva accanto alla strada esistente. In alcuni punti la linea corre su una palificazione sull'acqua. L'ultimo tratto fra Eminonü e Cibali è entrato in servizio il 30 Agosto 2023. Il tempo di percorrenza totale è di 35 minuti.

## Caratteristiche tecniche
La linea tranviaria, la cui costruzione è iniziata il 9 novembre 2016, utilizza il sistema APS della Alstom, cioè il "sistema di erogazione di potenza di trazione a terza rotaia continua senza catenaria". Esso consiste in un terzo binario per l'elettrificazione incassato nel terreno tra i binari per evitare l'inquinamento visivo applicato per la prima volta in Turchia. Questo sistema consente un passaggio pedonale sicuro in assenza di un convoglio. La linea è l'unica a Istanbul a utilizzare questo sistema, a differenza delle altre linee di tram della città, che utilizzano i tradizionali cavi aerei sospesi ai pali lungo la strada.

## Estensione
È prevista l'estensione della linea dopo la stazione di Feshane fino a piazza Bayrampaşa.